# Strongylosoma longipes
Strongylosoma longipes är en mångfotingart som beskrevs av Filippo Silvestri 1895. Strongylosoma longipes ingår i släktet Strongylosoma och familjen orangeridubbelfotingar. Inga underarter finns listade i Catalogue of Life.